# Maică

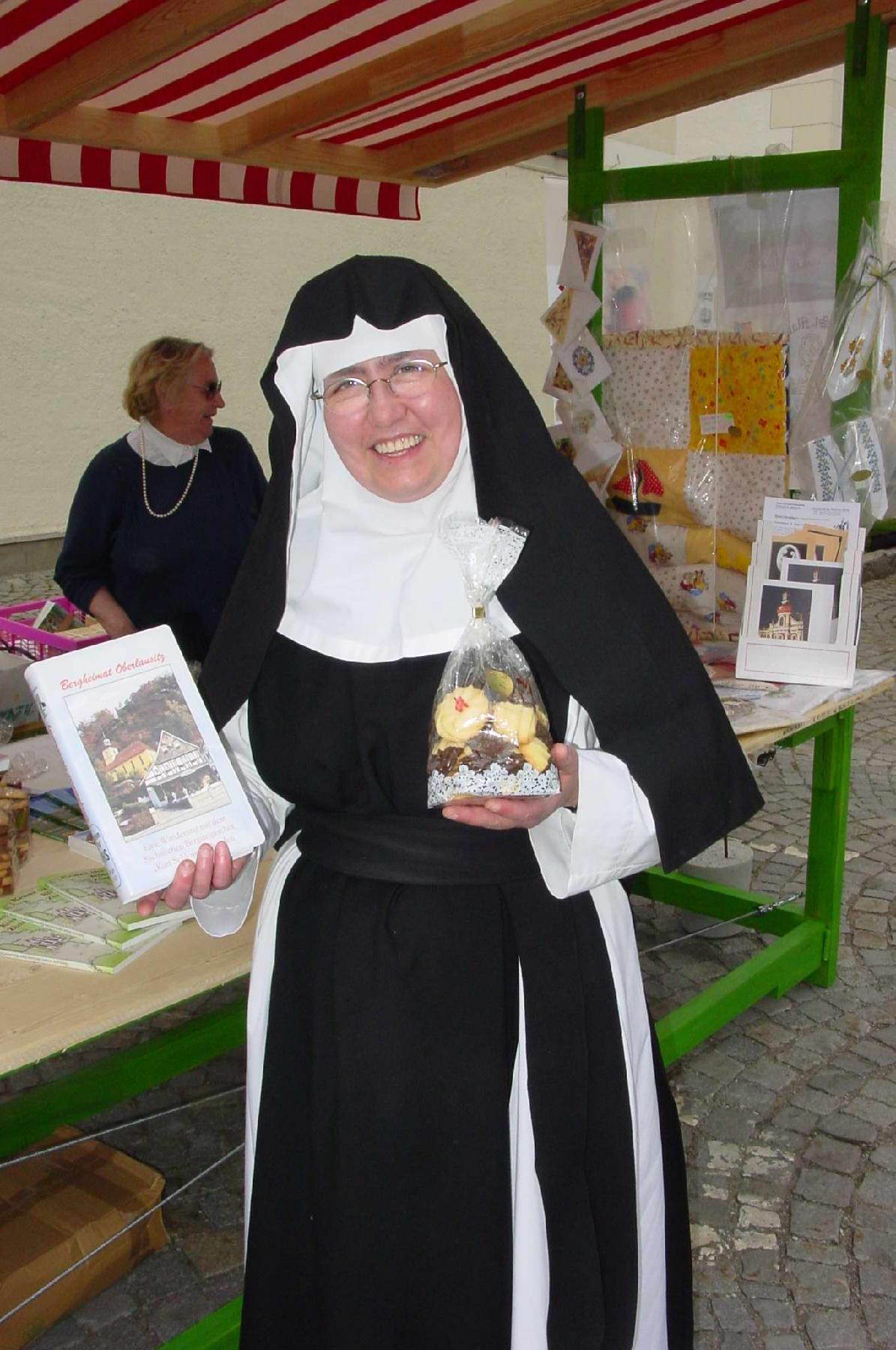
O călugăriță occidentală

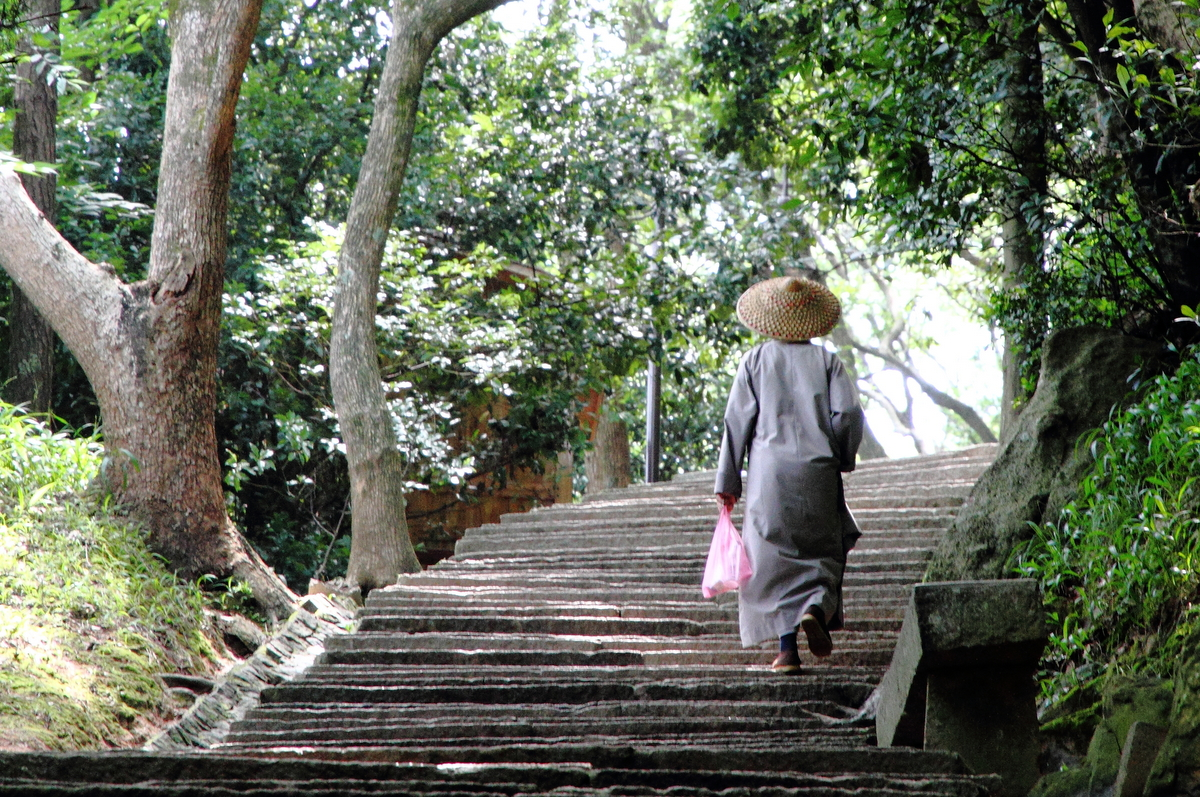
O călugăriță în China

Călugăriță sau maică este o membră a unei comunități religioase feminine, care a jurat să ducă o viață religios-ascetică, în sărăcie, castitate și obediență.